# Yodrak Salakjai
Yodrak Salakjai (ยอดรัก สลักใจ), noto anche con lo pseudonimo di Aew (แอ๊ว) (Phichit, 8 febbraio 1956 – Bangkok, 9 agosto 2008), è stato un cantante e attore thailandese.

## Discografia
- Jam Jai Doo
- Mareng Mai Ma Ying
- Sam Sib Yang Jaew
- Jakkayan Khon Jon
- Aao Nae